# Franciscus Gomarus
Franciscus Gomarus parfois Francisco Gomaro ou Franz Gomar, né à Bruges le 30 janvier 1563 et mort à Groningue le 11 janvier 1641, est un théologien néerlandais, calviniste strict et adversaire de la doctrine de Jacobus Arminius et de ses disciples, doctrine qui fut officiellement condamnée au synode de Dordrecht (1618-1619).

## Biographie
Ses parents, ayant embrassé les principes de la Réforme, émigrèrent dans le Palatinat en 1578, pour professer leur nouvelle foi en toute liberté ; ils envoyèrent leur fils à Strasbourg où il suivit l’enseignement de Jean Sturm. Il y resta trois ans et revint ensuite à Neustadt en 1580, ville où l'Électeur palatin avait exilé les professeurs de Heidelberg parce qu'ils n'étaient pas luthériens. Là, ses professeurs de théologie furent Zacharius Ursinus, Hieronymus Zanchius (1560-1590) et Daniel Tossanus. Passant en Angleterre vers la fin de 1582, il suivit à Oxford les cours de John Rainolds (1549-1607) et à Cambridge ceux de William Whitaker (1548-1595). Il obtint un diplôme à Cambridge en 1584 et se rendit ensuite à Heidelberg où la faculté avait alors été rétablie, obtenant un doctorat. Il fut pasteur d'une Église réformée hollandaise à Francfort de 1587 jusqu'à 1593. En 1594 il fut nommé professeur de théologie à l'université de Leyde et, avant de s’y rendre, reçut de l'université de Heidelberg le grade de docteur.

## Théologie
Il enseignait à Leyde quand, en 1603, Jacobus Arminius devint un de ses collègues à la faculté de théologie et commença à enseigner ce que Gomarus voyait comme des doctrines pélagiennes et à créer un nouveau parti dans l'université. Immédiatement, Gomarus s’y opposa dans ses cours avec l’appui de Johannes Bogerman (1570-1637). Arminius cherchait à rendre l’élection dépendante de la foi tandis que ses adversaires voyaient dans la prédestination absolue la seule règle de foi selon laquelle les saintes Écritures tout entières devaient être interprétées. Gomarus devint alors le chef des adversaires d'Arminius, qui furent à partir de là nommés gomaristes. Il engagea deux fois une controverse personnelle avec Arminius à l'assemblée des États de la Hollande, en 1608, et fut un des cinq « gomaristes » qui affrontèrent cinq arminiens ou remontrants à la même assemblée en 1609. Après la mort d'Arminius peu de temps après, Conrad Vorstius, qui partageait ses opinions, fut nommé pour lui succéder, malgré l'opposition énergique de Gomarus et de ses amis furieux de sa défaite Gomar renonça à son poste et devint à Middlebourg en 1611 prédicateur à l'Église réformée, enseignant la théologie et l’hébreu dans l’école nouvellement fondée. De là, il fut appelé en 1614 à une chaire de théologie à l’académie de Saumur, où il resta quatre ans avant d’accepter une invitation à enseigner la théologie et l’hébreu à Groningue, où il devait rester jusqu'à sa mort le 11 janvier 1641.

## Synode de Dordrecht
Il joua un rôle essentiel au synode de Dordrecht, qui se réunit en 1618 pour condamner les doctrines d'Arminius. Capable et enthousiaste, il était à la fois un savant considérable et un redoutable controversiste. Il participa à la révision de la traduction néerlandaise de l'Ancien Testament en 1633 et, après sa mort, on publia son Lyra Davidis, où il tentait d’expliquer les principes de la métrique en hébreu, ce qui lui causa à l’époque quelque contradiction puisqu’il s’opposait à Louis Cappel. Ses travaux ont été rassemblés et publiés à Amsterdam en 1645 dans un volume in-folio. C’est son élève Samuel Desmarets (1599-1673) qui lui a succédé à Groningue en 1643.

## Œuvres
- Opera theologica omnia, maximam partem posthuma ; Amstelodami, Joannes Jansson, 1644. (OCLC 3208074)
- Davidis lyra, seu Nova hebræa S. Scripture ars poetica : canonibus suis descripta, et exemplis saeris, & Pindari ac Sophoclis parallelis, demonstrata: cum selectorum Davidis, Salomonis, Ieremiæ, Mosis, & Iobi poëmatum analysi poëtica. ; Lugduni Batavorum, ex officina Ioannis Maire, 1637. (OCLC 39644799)
- Investigatio sententiae & originis Sabbati : atqve institutionis Diei Dominici, consideratio ... ; Groningae : Ex typographia Ioannis Sas, 1631. (OCLC 29944687)
- Accoort vande recht-sinnige leere der voorsienicheyt Gods. ; Tot Delf, : ghedruckt by Ian Andriesz ..., 1613. (OCLC 64806606)
- Twee dispvtatien vande goddeliicke predestinatie ; Tot Leyden, : by Ian Paedts Iacobszoon, Drucker der Universiteyt, 1610. (OCLC 69067146)
- Theses theologicae de praedestinatione, quas... praeside cl.v.dn. Francisco Gomaro..., Publicè tuebitur Festus Hommius Frisius. ; Festus Hommius;  Franciscus Gomarus; Lugduni Batavorum : ec off. Joannis Patii, 1599. (OCLC 67011916)
- Albuminscriptie ; Leiden, 1598. (OCLC 67391653)
- Conciliatio doctrinae orthodoxae de providentia Dei ; Lugduni Bat. : ex off. Plantiniana, apud Franciscum Raphelengium, 1597. (OCLC 65727793)